# U 333
U 333 war ein deutsches Unterseeboot vom Typ VII C, das im Zweiten Weltkrieg eingesetzt wurde.
Wie viele U-Boote der Kriegsmarine trug auch U 333 ein kennzeichnendes Wappen am Turm. Es zeigte drei kleine Fische und das Boot wurde daher auch das Boot mit den drei kleinen Fischen genannt.

## Technische Daten
U 333 war ein Boot aus der im September 1939 bei den Nordseewerken in Emden in Auftrag gegebenen Baureihe, die insgesamt vier Boote umfasste. Die Außenhülle des Boots bestand aus 20,5 mm dickem Stahlblech. Das Boot hatte eine Länge von 66,5 m und verdrängte 760 t Wasser. Der 3.000 PS starke Dieselantrieb ermöglichte eine Geschwindigkeit von bis zu 17 Knoten über Wasser. Die maximale Reichweite betrug etwa 9.500 Seemeilen.

## Geschichte

### Der Spreewald-Zwischenfall
Am 27. Dezember 1941 lief U 333 von Kiel zu seiner ersten Feindfahrt aus. Anfang Januar 1942 erreichte es den westlichen Atlantik und operierte dort in den folgenden Tagen mit der U-Bootgruppe „Leuthen“, wobei drei Schiffe versenkt wurden: am 18. Januar 1942 die Caledonian Monarch (Lage) mit 8.000 BRT, am 22. Januar 1942 der griechische Dampfer Vissilios A. Polemis (3.429 BRT) (Lage), und am 24. Januar 1942 der norwegische Frachter Ringstad (4.765 BRT).
Am 31. Januar 1942 wurde ein viertes Schiff versenkt; es handelte sich dabei allerdings um den deutschen Dampfer Spreewald (5083 BRT) (Lage) der Hamburg-Amerika-Linie. Die Spreewald befand sich bei Kriegsbeginn im Pazifik. Getarnt als niederländischer Frachter Ena erreichte sie Ende September 1939 Yokohama. Nach langer Wartezeit übernahm die Spreewald schließlich im mandschurischen Hafen Dairen eine Ladung kriegswichtiger Materialien (z. B. Kautschuk). Als Blockadebrecher, getarnt als norwegischer Dampfer Elg, sollte sie versuchen, Frankreich zu erreichen. Die Reise verlief ohne Zwischenfälle. Ende Januar sollte die Spreewald von U 575 (Günther Heydemann) aufgenommen und in den Hafen begleitet werden, als sie westlich der Biskaya von U 333 irrtümlich versenkt wurde. Weder der Kommandant noch der Wachoffizier hatten den Dampfer als deutsches Schiff erkannt; auch war versäumt worden, U 333 über einen erwarteten Blockadebrecher zu informieren. Von den 152 Mann auf der Spreewald konnten 80 (25 Mann der Besatzung und 55 der 86 Gefangenen an Bord) von herbeieilenden U-Booten gerettet werden. Am 9. Februar 1942 lief U 333 – seit dem 1. Januar 1942 zur 3. U-Flottille gehörend – in seinen neuen Stützpunkt La Pallice bei La Rochelle ein.
Kptlt Cremer wurde vor einem Kriegsgericht des „Ungehorsam in Tateinheit mit fahrlässiger Tötung“ angeklagt. Der Prozess endete mit einem Freispruch, da nachgewiesen werden konnte, dass die Spreewald es versäumt hatte (aus Furcht vor feindlichen Schiffen), ihre regelmäßigen Standortmeldungen abzugeben.

### Unternehmen Paukenschlag
Am 30. März 1942 verließ U 333 La Pallice zur zweiten Feindfahrt. Im Rahmen des Unternehmens Paukenschlag sollte es vor der Ostküste der USA patrouillieren. Ein Unterwasserangriff auf einen großen Tanker schlug fehl. Der Tanker überlief das U-Boot und beschädigte es schwer. Es gelang der Besatzung, U 333 notdürftig zu reparieren und die Fahrt fortzusetzen. Am 6. Mai 1942 wurden in der Floridastraße zwei Schiffe (der US-amerikanische Tanker Halsey (Lage) mit 7.088 BRT und der niederländische Dampfer Amazone (Lage) mit 1.294 BRT) versenkt und ein drittes (der US-amerikanische Tanker Java Arrow (Lage) mit 8.327 BRT) beschädigt. Nach einer Wasserbombenverfolgung durch die amerikanische Korvette USS Dallas musste U 333 den Rückmarsch antreten. Am 10. Mai 1942 konnte es noch ein weiteres Schiff versenken, den britischen Dampfer Clan Skene (Lage) mit 5.214 BRT, bevor es schwer beschädigt am 26. Mai 1942 in La Pallice einlief.

### Gruppe Blücher
Nach einer langen Werftliegezeit lief U 333 am 11. August zur dritten Feindfahrt aus. Es wurde der „Gruppe Blücher“ zugeteilt, welche ferner aus U 214 (Günther Reeder), U 406 (Horst Dieterichs), U 566 (Gerhard Remus), U 590 (Heinrich Müller-Edzards) und U 653 (Gerhard Feiler) bestand. Aufgabe solcher U-Bootgruppen war es, alliierten Konvois auf den bekannten Geleitzugrouten aufzulauern. Die U-Boote positionierten sich in einem jeweiligen Abstand von zehn Seemeilen quer zur Geleitzugroute und trafen am 17. August 1942 auf den Konvoi SL 118.
Der Angriff der Gruppe Blücher auf den Geleitzug SL 118 (SL für Sierra Leone, dem Hafen vor dem sich der Konvoi formiert hatte) dauerte drei Tage, aber U 333 kam während der Geleitzugschlacht nicht zum Schuss. Es musste nach einer Wasserbombenverfolgung den Rückmarsch nach La Pallice antreten, wo es am 24. August 1942 eintraf. Auf dieser Fahrt wurden keine Schiffe versenkt oder beschädigt.

### Gefecht mit der Korvette HMS Crocus
Bereits am 1. September 1942 trat U 333 seine vierte Feindfahrt an. Diesmal sollte es vor der Küste Westafrikas operieren. Am frühen Morgen des 6. Oktober 1942 wurde das Boot vor Freetown (Sierra Leone) von der britischen Korvette HMS Crocus (Lage) überrascht und sofort beschossen. Dabei kam die gesamte Brückenwache ums Leben. Kapitänleutnant Cremer und der Kommandantenschüler Pohl wurden schwer verwundet. Zweimal konnte die Korvette das U-Boot rammen. Trotz schwerster Schäden konnte U 333 tauchen und entkommen. Am 9. Oktober 1942 erhielt das Boot Hilfe von U 459. In der Biskaya konnte U 333 erfolgreich einem Torpedofächer des britischen U-Boots Graph (ehemals U 570) ausweichen. Am 23. Oktober 1942 erreichte U 333 La Pallice.

### Weitere Einsätze
Erst im Winter 1942 konnte das Boot zu einer weiteren Feindfahrt in den Nordatlantik auslaufen. Da Kapitänleutnant Cremer noch nicht wieder genesen war, führte Oberleutnant zur See Werner Schwaff das Boot. Er kommandierte das Boot auf insgesamt zwei Feindfahrten und erzielte dabei folgende Erfolge:
- 4. März 1943: Abschuss einer Vickers Wellington
- 19. März 1943: griechischer Dampfer Carras (Lage) mit 5.234 BRT versenkt

Im April 1943 übergab Schwaff U 333 wieder an Cremer.
Die nächste (siebente) Feindfahrt des Bootes (2. Juni 1943 – 31. August 1943) blieb erfolglos.
Am 21. Oktober 1943 lief U 333 erneut aus. Am 31. Oktober 1943 griff es mit einem Zaunkönig-Torpedo einen Zerstörer an. Einige Minuten danach vernahm man eine Detonation; anschließend war der Zerstörer verschwunden. Im November 1943 wurde das Boot bei einem Geleitzugangriff von der britischen Fregatte HMS Exe gerammt. Wieder gelang es, schwer beschädigt zu entkommen. Am 1. Dezember 1943 lief U 333 in La Pallice ein.
Es folgten noch zwei weitere Einsätze. Dabei wurden keine Schiffe versenkt oder beschädigt. Dagegen konnte U 333 am 12. Juni 1944 ein angreifendes Flugboot vom Typ Short Sunderland abschießen.

### Versenkung
Im Juli 1944 wurde Cremer von Kapitänleutnant Hans Fiedler abgelöst. Wenige Tage später lief U 333 zu seiner elften und letzten Feindfahrt aus. Am 31. Juli 1944 wurde das Boot 70 sm (130 km) westlich von Land’s End bei den Scilly-Inseln von der britischen Fregatte Loch Killin mit Wasserbombenwerfern vom Typ Squid attackiert. Die Loch Killin und die Sloop Starling belegten das Gebiet, in dem U 333 vermutet wurde, eine halbe Stunde lang mit Wasserbomben. Nachdem auf der Position 49° 39′ N, 7° 28′ W Trümmer und große Mengen Öl an der Wasseroberfläche erschienen, wurde der britischen Admiralität die 538. Versenkung eines deutschen U-Bootes gemeldet. Alle 45 Besatzungsmitglieder von U 333 starben.